# Francis B. Spinola

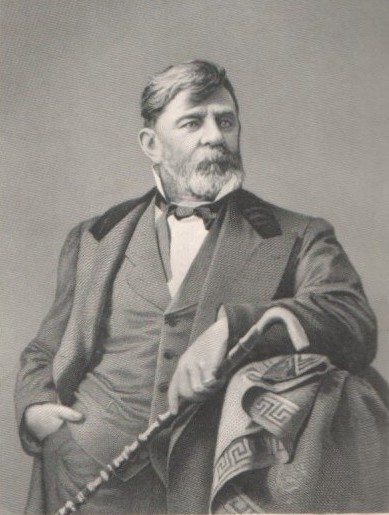
Francis B. Spinola

 Francis Barretto Spinola (* 19. März 1821 in Stony Brook, New York; † 14. April 1891 in Washington, D.C.) war ein US-amerikanischer Offizier und Politiker. Zwischen 1887 und 1891 vertrat er den Bundesstaat New York im US-Repräsentantenhaus; zuvor bekleidete er während des Bürgerkrieges den Rang eines Brigadegenerals im Heer der Union.

## Werdegang
Der auf Long Island geborene Francis Spinola besuchte die Quaker Hill Academy im Dutchess County. Nach einem anschließenden Jurastudium und seiner 1844 erfolgten Zulassung als Rechtsanwalt begann er in Brooklyn in diesem Beruf zu arbeiten. Politisch schloss er sich der Demokratischen Partei an. In den Jahren 1846 und 1847 sowie von 1849 bis 1853 saß er im Bezirksrat von Brooklyn. 1855 war er Abgeordneter in der New York State Assembly; von 1858 bis 1861 gehörte er dem Staatssenat an. Im Jahr 1860 nahm er als Delegierter auf der Democratic National Convention in Charleston teil. Anfang 1861 war er Hafenbeauftragter (Harbor Commissioner) des New Yorker Hafens. Während des Bürgerkrieges war Spinola zwischen 1862 und 1865 Brigadegeneral der Freiwilligen. Nach dem Krieg arbeitete er in der Banken- und Versicherungsbranche.
Bei den Kongresswahlen des Jahres 1886 wurde Spinola im zehnten Wahlbezirk von New York in das US-Repräsentantenhaus in Washington, D.C. gewählt, wo er am 4. März 1887 die Nachfolge von Abram Hewitt antrat. Nach zwei Wiederwahlen konnte er bis zu seinem Tod am 14. April 1891 im Kongress verbleiben.